# Reprezentacja Kataru U-20 w piłce nożnej mężczyzn
Reprezentacja Kataru U-20 w piłce nożnej mężczyzn – męska piłkarska reprezentacja Kataru do lat 20. Największymi sukcesami reprezentacji jest zdobycie złota na mistrzostwach Azji w 2014 roku oraz srebra na mistrzostwach świata w 1981 roku.

## Mistrzostwa Świata
| Rok   | Runda                   | M                       | W                       | R                       | P                       | GZ                      | GS                      |
| ----- | ----------------------- | ----------------------- | ----------------------- | ----------------------- | ----------------------- | ----------------------- | ----------------------- |
| 1977  | Nie zakwalifikowała się | Nie zakwalifikowała się | Nie zakwalifikowała się | Nie zakwalifikowała się | Nie zakwalifikowała się | Nie zakwalifikowała się | Nie zakwalifikowała się |
| 1979  | Nie zakwalifikowała się | Nie zakwalifikowała się | Nie zakwalifikowała się | Nie zakwalifikowała się | Nie zakwalifikowała się | Nie zakwalifikowała się | Nie zakwalifikowała się |
| 1981  | II miejsce              | 6                       | 3                       | 1                       | 2                       | 7                       | 9                       |
| 1983  | Nie zakwalifikowała się | Nie zakwalifikowała się | Nie zakwalifikowała się | Nie zakwalifikowała się | Nie zakwalifikowała się | Nie zakwalifikowała się | Nie zakwalifikowała się |
| 1985  | Nie zakwalifikowała się | Nie zakwalifikowała się | Nie zakwalifikowała się | Nie zakwalifikowała się | Nie zakwalifikowała się | Nie zakwalifikowała się | Nie zakwalifikowała się |
| 1987  | Nie zakwalifikowała się | Nie zakwalifikowała się | Nie zakwalifikowała się | Nie zakwalifikowała się | Nie zakwalifikowała się | Nie zakwalifikowała się | Nie zakwalifikowała się |
| 1989  | Nie zakwalifikowała się | Nie zakwalifikowała się | Nie zakwalifikowała się | Nie zakwalifikowała się | Nie zakwalifikowała się | Nie zakwalifikowała się | Nie zakwalifikowała się |
| 1991  | Nie zakwalifikowała się | Nie zakwalifikowała się | Nie zakwalifikowała się | Nie zakwalifikowała się | Nie zakwalifikowała się | Nie zakwalifikowała się | Nie zakwalifikowała się |
| 1993  | Nie zakwalifikowała się | Nie zakwalifikowała się | Nie zakwalifikowała się | Nie zakwalifikowała się | Nie zakwalifikowała się | Nie zakwalifikowała się | Nie zakwalifikowała się |
| 1995  | Faza grupowa            | 3                       | 0                       | 1                       | 2                       | 1                       | 4                       |
| 1997  | Nie zakwalifikowała się | Nie zakwalifikowała się | Nie zakwalifikowała się | Nie zakwalifikowała się | Nie zakwalifikowała się | Nie zakwalifikowała się | Nie zakwalifikowała się |
| 1999  | Nie zakwalifikowała się | Nie zakwalifikowała się | Nie zakwalifikowała się | Nie zakwalifikowała się | Nie zakwalifikowała się | Nie zakwalifikowała się | Nie zakwalifikowała się |
| 2001  | Nie zakwalifikowała się | Nie zakwalifikowała się | Nie zakwalifikowała się | Nie zakwalifikowała się | Nie zakwalifikowała się | Nie zakwalifikowała się | Nie zakwalifikowała się |
| 2003  | Nie zakwalifikowała się | Nie zakwalifikowała się | Nie zakwalifikowała się | Nie zakwalifikowała się | Nie zakwalifikowała się | Nie zakwalifikowała się | Nie zakwalifikowała się |
| 2005  | Nie zakwalifikowała się | Nie zakwalifikowała się | Nie zakwalifikowała się | Nie zakwalifikowała się | Nie zakwalifikowała się | Nie zakwalifikowała się | Nie zakwalifikowała się |
| 2007  | Nie zakwalifikowała się | Nie zakwalifikowała się | Nie zakwalifikowała się | Nie zakwalifikowała się | Nie zakwalifikowała się | Nie zakwalifikowała się | Nie zakwalifikowała się |
| 2009  | Nie zakwalifikowała się | Nie zakwalifikowała się | Nie zakwalifikowała się | Nie zakwalifikowała się | Nie zakwalifikowała się | Nie zakwalifikowała się | Nie zakwalifikowała się |
| 2011  | Nie zakwalifikowała się | Nie zakwalifikowała się | Nie zakwalifikowała się | Nie zakwalifikowała się | Nie zakwalifikowała się | Nie zakwalifikowała się | Nie zakwalifikowała się |
| 2013  | Nie zakwalifikowała się | Nie zakwalifikowała się | Nie zakwalifikowała się | Nie zakwalifikowała się | Nie zakwalifikowała się | Nie zakwalifikowała się | Nie zakwalifikowała się |
| 2015  | Faza grupowa            | 3                       | 0                       | 0                       | 3                       | 1                       | 7                       |
| 2017  | Nie zakwalifikowała się | Nie zakwalifikowała się | Nie zakwalifikowała się | Nie zakwalifikowała się | Nie zakwalifikowała się | Nie zakwalifikowała się | Nie zakwalifikowała się |
| 2019  | Faza grupowa            | 3                       | 0                       | 0                       | 3                       | 0                       | 6                       |
| 2023  | Nie zakwalifikowała się | Nie zakwalifikowała się | Nie zakwalifikowała się | Nie zakwalifikowała się | Nie zakwalifikowała się | Nie zakwalifikowała się | Nie zakwalifikowała się |
| Razem | Turniejów finał.        | 29                      | 5                       | 7                       | 17                      | 25                      | 39                      |

## Mistrzostwa Azji
| Rok   | Runda                           | M                               | W                               | R                               | P                               | GZ                              | GS                              |
| ----- | ------------------------------- | ------------------------------- | ------------------------------- | ------------------------------- | ------------------------------- | ------------------------------- | ------------------------------- |
| 1959  | Był częścią Omanu Traktatowego. | Był częścią Omanu Traktatowego. | Był częścią Omanu Traktatowego. | Był częścią Omanu Traktatowego. | Był częścią Omanu Traktatowego. | Był częścią Omanu Traktatowego. | Był częścią Omanu Traktatowego. |
| 1960  | Był częścią Omanu Traktatowego. | Był częścią Omanu Traktatowego. | Był częścią Omanu Traktatowego. | Był częścią Omanu Traktatowego. | Był częścią Omanu Traktatowego. | Był częścią Omanu Traktatowego. | Był częścią Omanu Traktatowego. |
| 1961  | Był częścią Omanu Traktatowego. | Był częścią Omanu Traktatowego. | Był częścią Omanu Traktatowego. | Był częścią Omanu Traktatowego. | Był częścią Omanu Traktatowego. | Był częścią Omanu Traktatowego. | Był częścią Omanu Traktatowego. |
| 1962  | Był częścią Omanu Traktatowego. | Był częścią Omanu Traktatowego. | Był częścią Omanu Traktatowego. | Był częścią Omanu Traktatowego. | Był częścią Omanu Traktatowego. | Był częścią Omanu Traktatowego. | Był częścią Omanu Traktatowego. |
| 1963  | Był częścią Omanu Traktatowego. | Był częścią Omanu Traktatowego. | Był częścią Omanu Traktatowego. | Był częścią Omanu Traktatowego. | Był częścią Omanu Traktatowego. | Był częścią Omanu Traktatowego. | Był częścią Omanu Traktatowego. |
| 1964  | Był częścią Omanu Traktatowego. | Był częścią Omanu Traktatowego. | Był częścią Omanu Traktatowego. | Był częścią Omanu Traktatowego. | Był częścią Omanu Traktatowego. | Był częścią Omanu Traktatowego. | Był częścią Omanu Traktatowego. |
| 1965  | Był częścią Omanu Traktatowego. | Był częścią Omanu Traktatowego. | Był częścią Omanu Traktatowego. | Był częścią Omanu Traktatowego. | Był częścią Omanu Traktatowego. | Był częścią Omanu Traktatowego. | Był częścią Omanu Traktatowego. |
| 1966  | Był częścią Omanu Traktatowego. | Był częścią Omanu Traktatowego. | Był częścią Omanu Traktatowego. | Był częścią Omanu Traktatowego. | Był częścią Omanu Traktatowego. | Był częścią Omanu Traktatowego. | Był częścią Omanu Traktatowego. |
| 1967  | Był częścią Omanu Traktatowego. | Był częścią Omanu Traktatowego. | Był częścią Omanu Traktatowego. | Był częścią Omanu Traktatowego. | Był częścią Omanu Traktatowego. | Był częścią Omanu Traktatowego. | Był częścią Omanu Traktatowego. |
| 1968  | Był częścią Omanu Traktatowego. | Był częścią Omanu Traktatowego. | Był częścią Omanu Traktatowego. | Był częścią Omanu Traktatowego. | Był częścią Omanu Traktatowego. | Był częścią Omanu Traktatowego. | Był częścią Omanu Traktatowego. |
| 1969  | Był częścią Omanu Traktatowego. | Był częścią Omanu Traktatowego. | Był częścią Omanu Traktatowego. | Był częścią Omanu Traktatowego. | Był częścią Omanu Traktatowego. | Był częścią Omanu Traktatowego. | Był częścią Omanu Traktatowego. |
| 1970  | Był częścią Omanu Traktatowego. | Był częścią Omanu Traktatowego. | Był częścią Omanu Traktatowego. | Był częścią Omanu Traktatowego. | Był częścią Omanu Traktatowego. | Był częścią Omanu Traktatowego. | Był częścią Omanu Traktatowego. |
| 1971  | Był częścią Omanu Traktatowego. | Był częścią Omanu Traktatowego. | Był częścią Omanu Traktatowego. | Był częścią Omanu Traktatowego. | Był częścią Omanu Traktatowego. | Był częścią Omanu Traktatowego. | Był częścią Omanu Traktatowego. |
| 1972  | Nie brał udziału                | Nie brał udziału                | Nie brał udziału                | Nie brał udziału                | Nie brał udziału                | Nie brał udziału                | Nie brał udziału                |
| 1973  | Nie brał udziału                | Nie brał udziału                | Nie brał udziału                | Nie brał udziału                | Nie brał udziału                | Nie brał udziału                | Nie brał udziału                |
| 1974  | Nie brał udziału                | Nie brał udziału                | Nie brał udziału                | Nie brał udziału                | Nie brał udziału                | Nie brał udziału                | Nie brał udziału                |
| 1975  | Nie brał udziału                | Nie brał udziału                | Nie brał udziału                | Nie brał udziału                | Nie brał udziału                | Nie brał udziału                | Nie brał udziału                |
| 1976  | Nie brał udziału                | Nie brał udziału                | Nie brał udziału                | Nie brał udziału                | Nie brał udziału                | Nie brał udziału                | Nie brał udziału                |
| 1977  | Nie brał udziału                | Nie brał udziału                | Nie brał udziału                | Nie brał udziału                | Nie brał udziału                | Nie brał udziału                | Nie brał udziału                |
| 1978  | Nie brał udziału                | Nie brał udziału                | Nie brał udziału                | Nie brał udziału                | Nie brał udziału                | Nie brał udziału                | Nie brał udziału                |
| 1980  | II miejsce                      | 4                               | 2                               | 1                               | 1                               | 4                               | 4                               |
| 1982  | Wycofał się                     | Wycofał się                     | Wycofał się                     | Wycofał się                     | Wycofał się                     | Wycofał się                     | Wycofał się                     |
| 1985  | Nie zakwalifikował się          | Nie zakwalifikował się          | Nie zakwalifikował się          | Nie zakwalifikował się          | Nie zakwalifikował się          | Nie zakwalifikował się          | Nie zakwalifikował się          |
| 1986  | IV miejsce                      | 5                               | 2                               | 0                               | 3                               | 7                               | 6                               |
| 1988  | III miejsce                     | 5                               | 3                               | 0                               | 2                               | 12                              | 5                               |
| 1990  | IV miejsce                      | 5                               | 3                               | 0                               | 2                               | 5                               | 3                               |
| 1992  | Faza grupowa                    | 4                               | 3                               | 0                               | 1                               | 9                               | 5                               |
| 1994  | Faza grupowa                    | 4                               | 1                               | 2                               | 1                               | 5                               | 7                               |
| 1996  | Faza grupowa                    | 4                               | 0                               | 1                               | 3                               | 3                               | 12                              |
| 1998  | Faza grupowa                    | 4                               | 1                               | 1                               | 2                               | 2                               | 6                               |
| 2000  | Nie zakwalifikował się          | Nie zakwalifikował się          | Nie zakwalifikował się          | Nie zakwalifikował się          | Nie zakwalifikował się          | Nie zakwalifikował się          | Nie zakwalifikował się          |
| 2002  | Faza grupowa                    | 3                               | 1                               | 0                               | 2                               | 7                               | 8                               |
| 2004  | Ćwierćfinał                     | 4                               | 2                               | 0                               | 2                               | 3                               | 2                               |
| 2006  | Nie zakwalifikował się          | Nie zakwalifikował się          | Nie zakwalifikował się          | Nie zakwalifikował się          | Nie zakwalifikował się          | Nie zakwalifikował się          | Nie zakwalifikował się          |
| 2008  | Nie zakwalifikował się          | Nie zakwalifikował się          | Nie zakwalifikował się          | Nie zakwalifikował się          | Nie zakwalifikował się          | Nie zakwalifikował się          | Nie zakwalifikował się          |
| 2010  | Nie zakwalifikował się          | Nie zakwalifikował się          | Nie zakwalifikował się          | Nie zakwalifikował się          | Nie zakwalifikował się          | Nie zakwalifikował się          | Nie zakwalifikował się          |
| 2012  | Faza grupowa                    | 3                               | 1                               | 0                               | 2                               | 4                               | 6                               |
| 2014  | I miejsce                       | 6                               | 5                               | 1                               | 0                               | 14                              | 6                               |
| 2016  | Faza grupowa                    | 3                               | 1                               | 1                               | 1                               | 2                               | 4                               |
| 2018  | Półfinalista                    | 5                               | 3                               | 0                               | 2                               | 19                              | 13                              |
| 2023  | Faza grupowa                    | 3                               | 0                               | 0                               | 3                               | 2                               | 12                              |
| Razem | Turniejów finał.                | 62                              | 28                              | 7                               | 27                              | 98                              | 99                              |

## Aktualny skład
Aktualny skład drużyny można przeglądać na stronie transfermarkt.pl.

## Mistrzostwa Świata U-20 2019

### Grupa D
Na podstawie:
| Zespół                 | Pkt | M | W | R | P | Br+ | Br- | +/- |
| ---------------------- | --- | - | - | - | - | --- | --- | --- |
| Ukraina U-20           | 7   | 3 | 2 | 1 | 0 | 4   | 2   | +2  |
| Stany Zjednoczone U-20 | 6   | 3 | 2 | 0 | 1 | 4   | 2   | +2  |
| Nigeria U-20           | 4   | 3 | 1 | 1 | 1 | 5   | 3   | +2  |
| Katar U-20             | 0   | 3 | 0 | 0 | 3 | 0   | 6   | -6  |

## Mistrzostwa Azji U-20 2023

### Grupa D
Na podstawie:
| Zespół         | Pkt | M | W | R | P | Br+ | Br- | +/- |
| -------------- | --- | - | - | - | - | --- | --- | --- |
| Iran U-20      | 6   | 3 | 2 | 0 | 1 | 6   | 4   | +2  |
| Australia U-20 | 6   | 3 | 2 | 0 | 1 | 12  | 4   | +8  |
| Wietnam U-20   | 6   | 3 | 2 | 0 | 1 | 4   | 4   | 0   |
| Katar U-20     | 0   | 3 | 0 | 0 | 3 | 2   | 12  | -10 |